# Wegerhof (Wipperfürth)

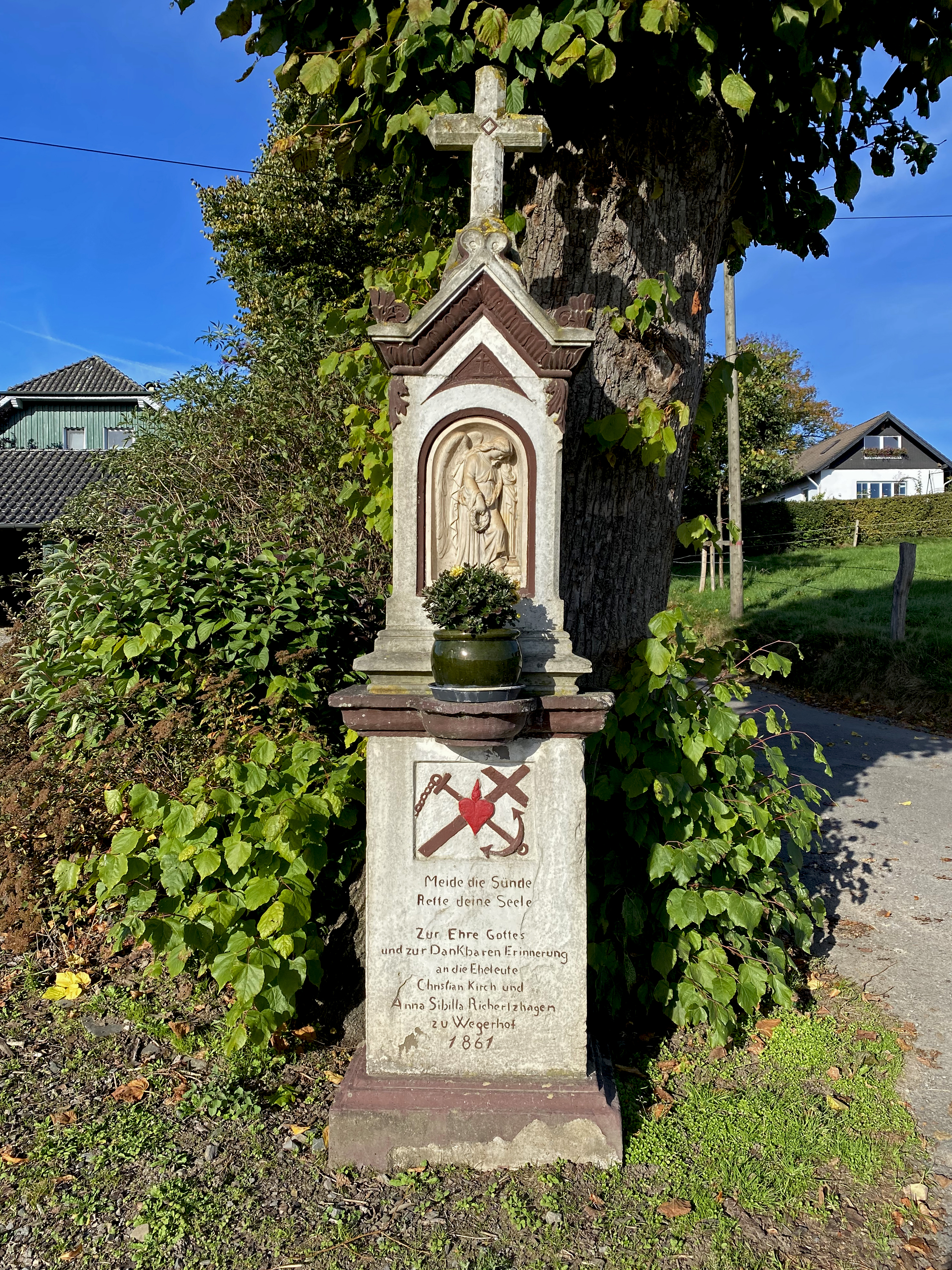
Wegekreuz Wegerhof (1861)

Wegerhof ist eine Ortschaft in der Gemeinde Wipperfürth im Oberbergischen Kreis im Regierungsbezirk Köln in Nordrhein-Westfalen (Deutschland).

## Lage und Beschreibung
Der Ort liegt im Süden der Stadt Wipperfürth auf der Wasserscheide zwischen Wupper und Agger. Im Osten von Wegerhof entspringt die über den Poshofer Bach in den Gaulbach mündende Poshofer Delle. Nachbarorte sind Seidenfaden, Sassenbach, Poshof und Klespe.
Politisch wird Wegerhof durch den Direktkandidaten des Wahlbezirks 7.2 (072) südöstliches Stadtgebiet im Rat der Stadt Wipperfürth vertreten.

## Geschichte
1443 wird der Ort erstmals unter der Bezeichnung „Via“ in einer Einkunfts- und Rechteliste des Kölner Apostelstiftes genannt. Die Karte Topographia Ducatus Montani aus dem Jahre 1715 zeigt zwei Höfe und bezeichnet diese mit „Wegerhof“. Die Topographische Aufnahme der Rheinlande von 1825 zeigt auf umgrenztem Hofraum unter dem Namen Wegerhof drei getrennt voneinander liegende Grundrisse. Ab den topografischen Karten der Preußischen Neuaufnahme von 1894 bis 1896 ist südlich von Wegerhof ein weiteres Gehöft verzeichnet. Bezeichnet ist es mit „zu Wegerhof“. 1955 wird diese Ortsbezeichnung des heute noch existierenden Gehöfts in den topografischen Karten zum letzten Mal gezeigt.
Aus dem Jahre 1861 stammt ein im Ortsbereich befindliches Wegekreuz, das unter Denkmalschutz steht. Ein Gedenkkreuz aus Beton, welches ein hölzernes Kreuz aus dem Jahre 1940 nach dessen Verfall an gleicher Stelle ersetzte, steht ebenfalls in Wegerhof.

## Busverbindungen
Über die Haltestelle Weinbach der Linien 426 und 429 (VRS/OVAG) ist Wegerhof an den öffentlichen Personennahverkehr angebunden.

## Wanderwege
Ein vom SGV markierter Zugangswanderweg zum Wipperfürther Rundweg führt durch den Ort.

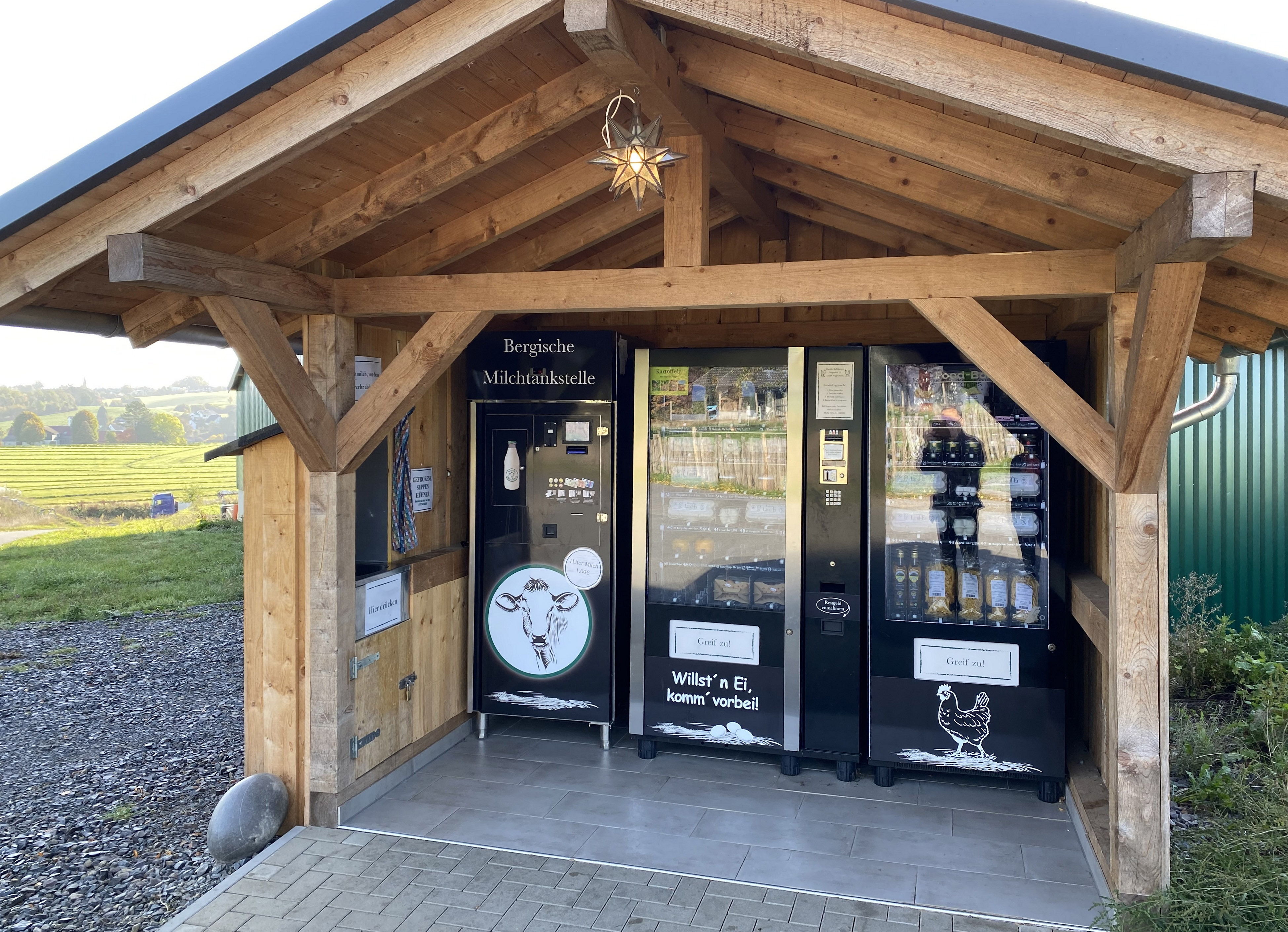
Hofladen mit Selbstbedienung
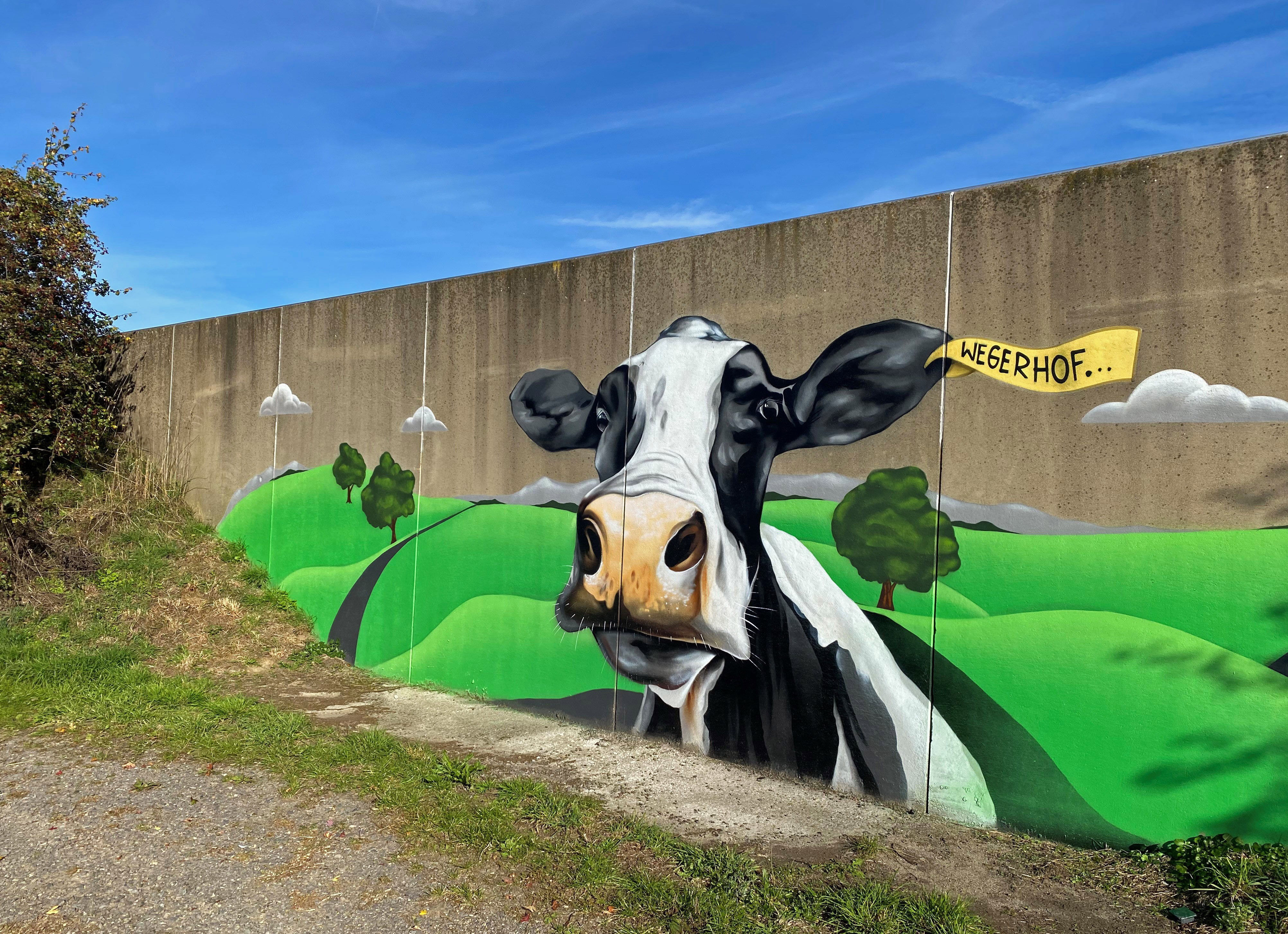
Graffitiwand in Wegerhof
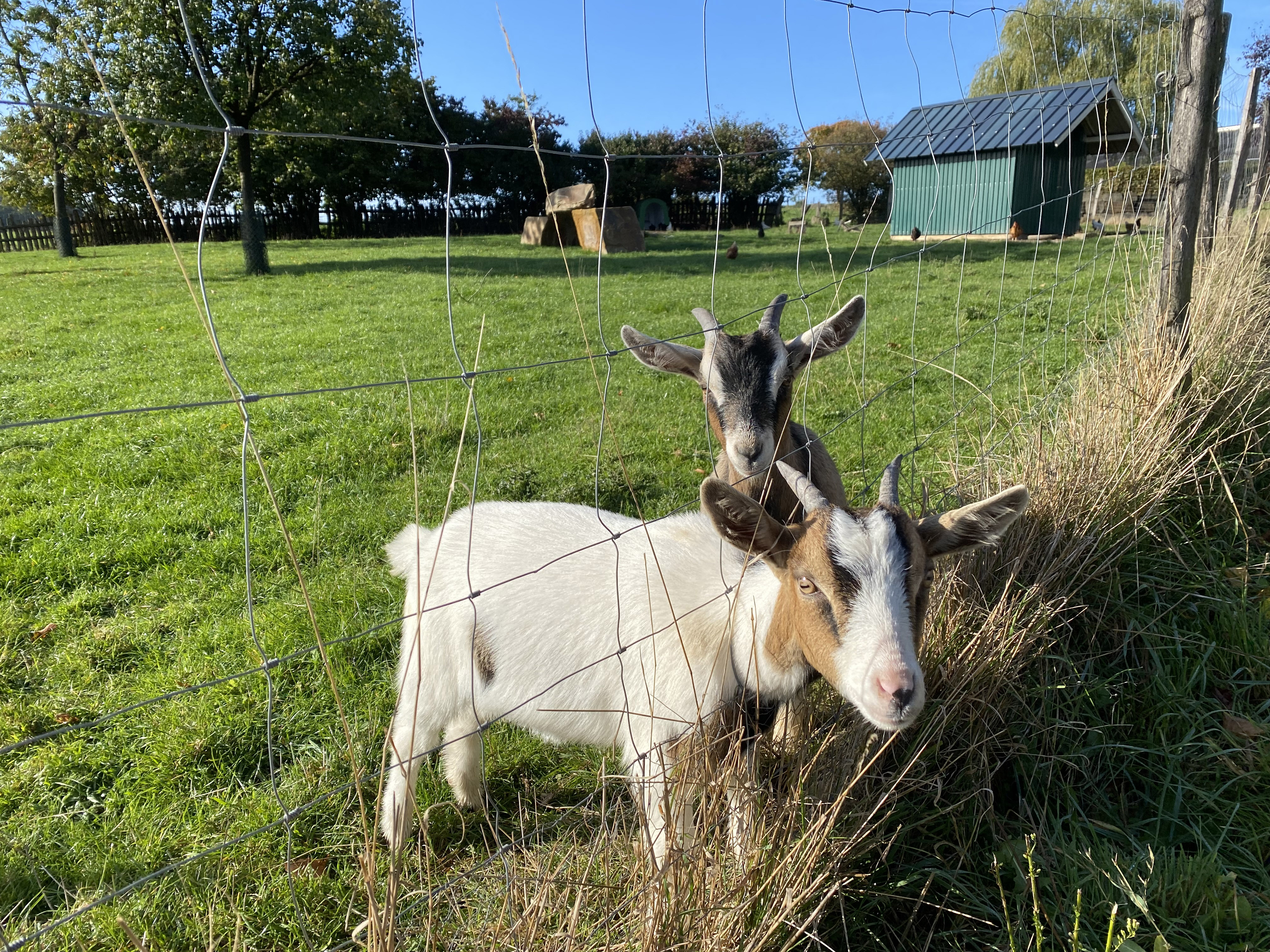
Hühnerhof mit Ziegen